# Le Quesnoy
Le Quesnoy (niederländisch Kiezenet) ist eine französische Stadt mit 4859 Einwohnern (Stand 1. Januar 2022) im Département Nord in der Region Hauts-de-France. Im Mittelalter war sie Residenz der Grafen von Hennegau.

## Lage
Die Stadt Le Quesnoy liegt am Flüsschen Rhonelle zwischen Valenciennes und Maubeuge. Umgeben wird Le Quesnoy von den Nachbargemeinden Orsinval im Norden, Frasnoy Nordosten, Villereau im Osten, Jolimetz im Südosten, Louvignies-Quesnoy im Süden, Ghissignies und Beaudignies im Südwesten, Ruesnes im Westen sowie Villers-Pol Nordwesten.

## Geschichte
Graf Balduin IV. befestigte im 12. Jahrhundert den Ort Le Quesnoy und errichtete ein Schloss, in dem seine Nachfolger bis ins 15. Jahrhundert residieren sollten. 1169 besuchte Kaiser Friedrich I. Barbarossa Le Quesnoy, um an der Hochzeit zwischen Balduin V. und Margarete von Flandern teilzunehmen. Mit dem Hennegau geriet Le Quesnoy 1345 unter die Herrschaft der Wittelsbacher und 1433 mit den niederländischen Territorien des Herzogtums Straubing-Holland unter die Herrschaft des Hauses Burgund.
Nach dem Aussterben des Hauses Burgund fiel Le Quesnoy 1477 an Frankreich. Der französische König Franz I. ließ das Schloss und die Stadt zur Festung ausbauen. Le Quesnoy war in der Folgezeit zwischen Frankreich und den Habsburgern umstritten. Erst Turenne gelang es 1654, die Stadt endgültig an Frankreich zu binden. Nach dem Pyrenäenfrieden 1659 ließ Vauban, der Festungsbaumeister Ludwigs XIV., die Befestigungen erneut verstärken.
Im Spanischen Erbfolgekrieg besetzte Prinz Eugen kurzzeitig die Stadt. Im Ersten Weltkrieg wurde Le Quesnoy von den Deutschen besetzt und schließlich 1918 von neuseeländischen Truppen zurückerobert. In der Stadt erinnert heute ein Denkmal an die Befreiung durch die Neuseeländer. Die neuseeländische Stadt Cambridge hat eine Städtepartnerschaft mit Le Quesnoy. Im Zweiten Weltkrieg geriet Le Quesnoy erneut unter deutsche Kontrolle, wurde aber wiederum für Frankreich zurückerobert.

## Bevölkerung
| Jahr                       | 1962 | 1968 | 1975 | 1982 | 1990 | 1999 | 2009 | 2021 |
| Einwohner                  | 4570 | 5101 | 5127 | 4792 | 4890 | 4917 | 5008 | 4852 |
| Quellen: Cassini und INSEE |      |      |      |      |      |      |      |      |

## Sehenswürdigkeiten
- Belfried als Rathaus, Monument historique
- Kirche Mariä'Himmelfahrt
- Hospitalkapelle
- Reste der Stadtbefestigung, Monument historique
- ehemaliges Grafenschloss, Monument historique
- ehemalige Residenz der Margarete von Burgund
- Wasserturm
- Soldatenfriedhof des Commonwealth

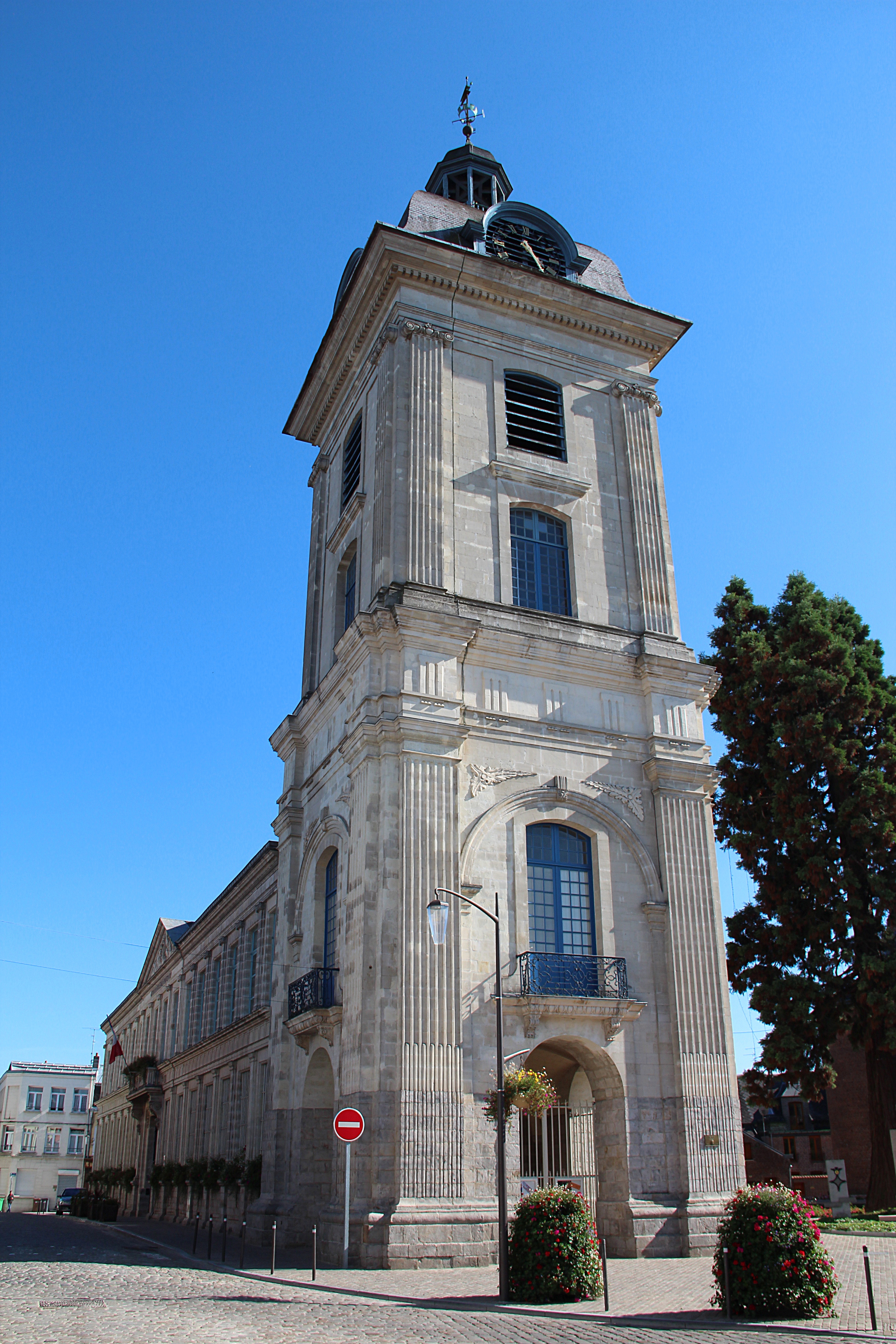
Rathaus (Beffroi, Hôtel de ville)
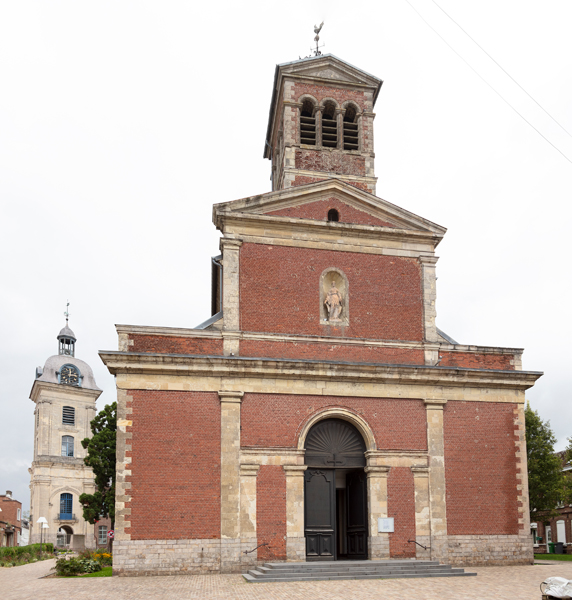
Kirche Mariä Himmelfahrt
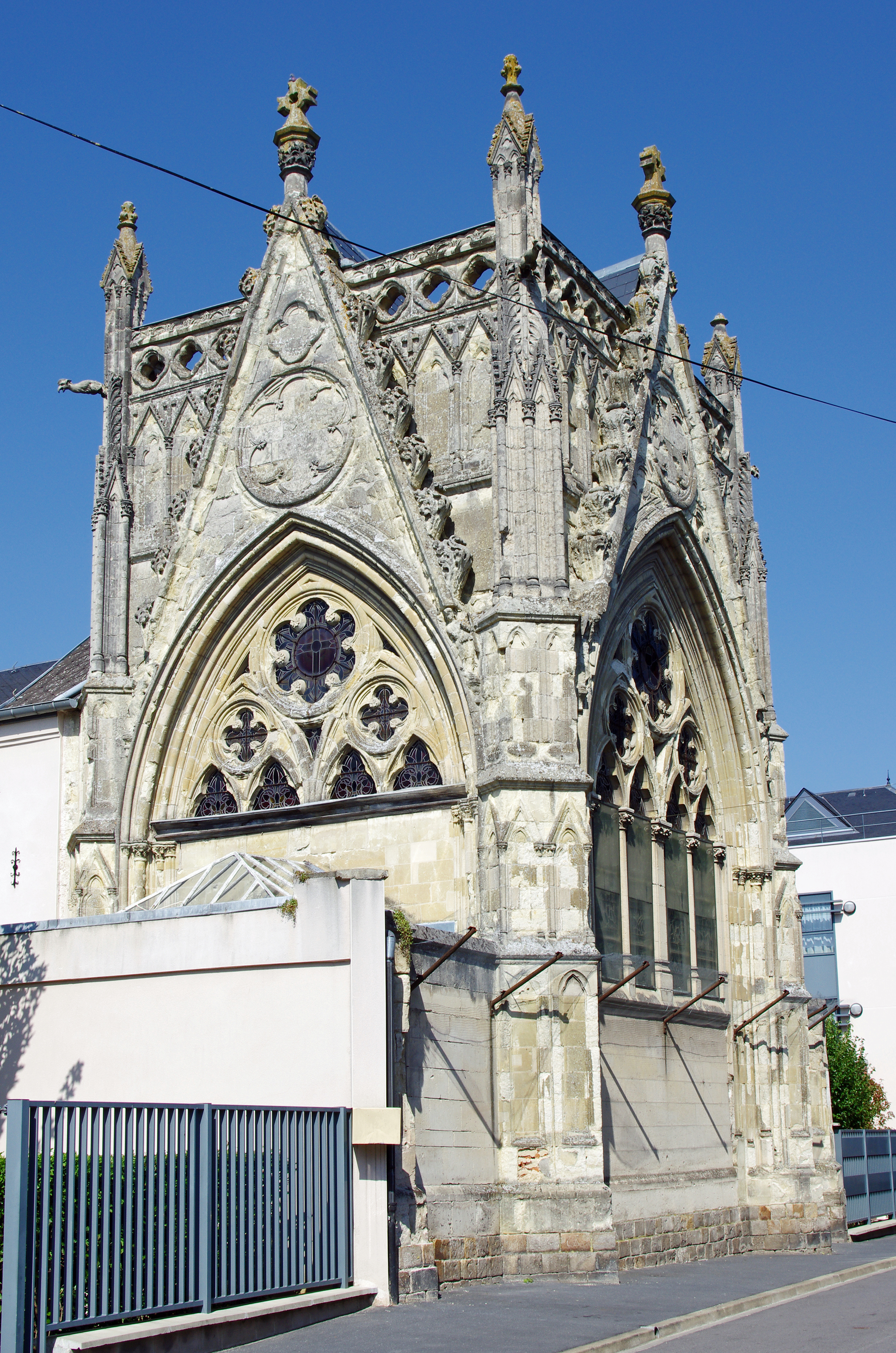
Hospitalkapelle
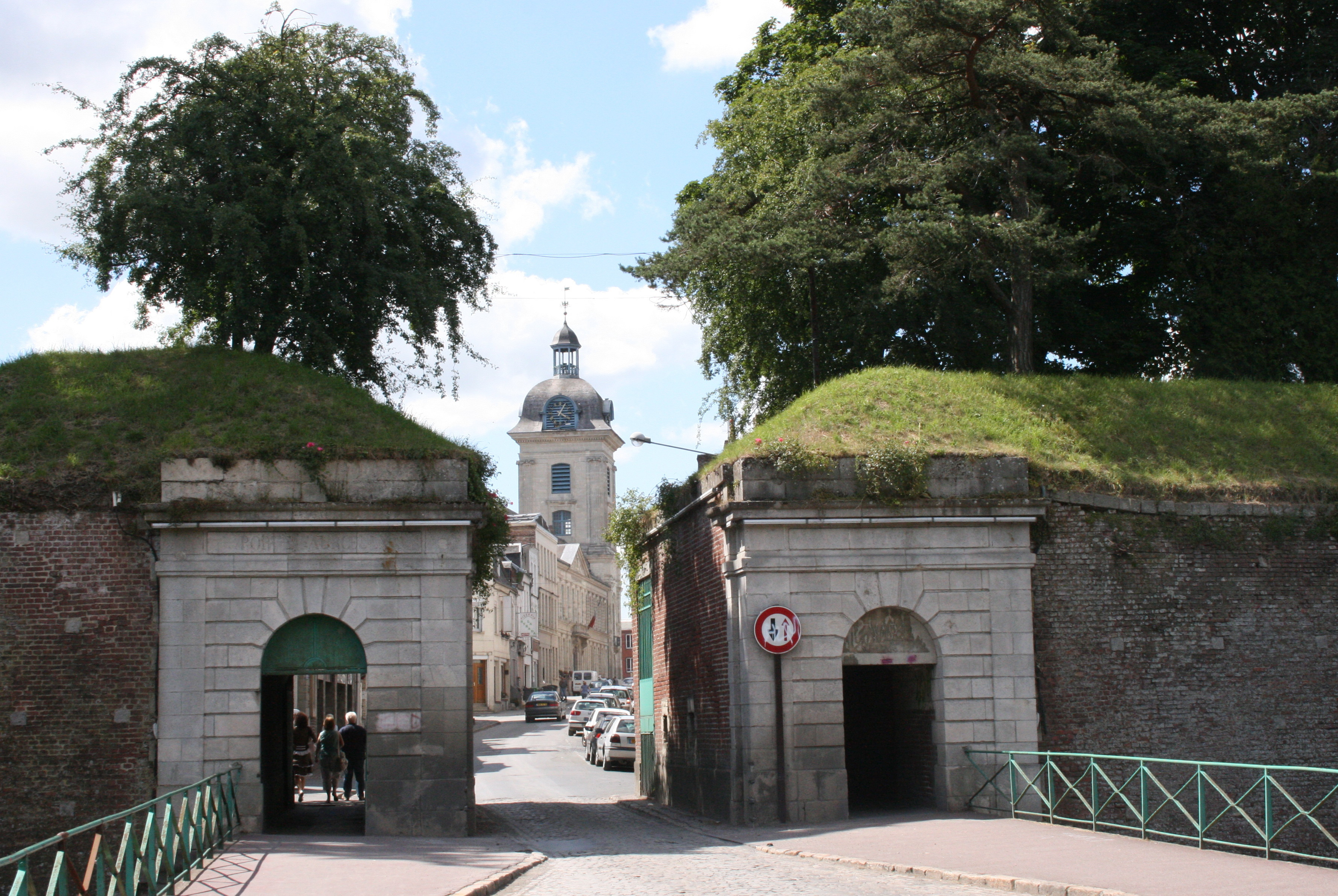
Porte Fauroeulx als Teil der alten Stadtbefestigung
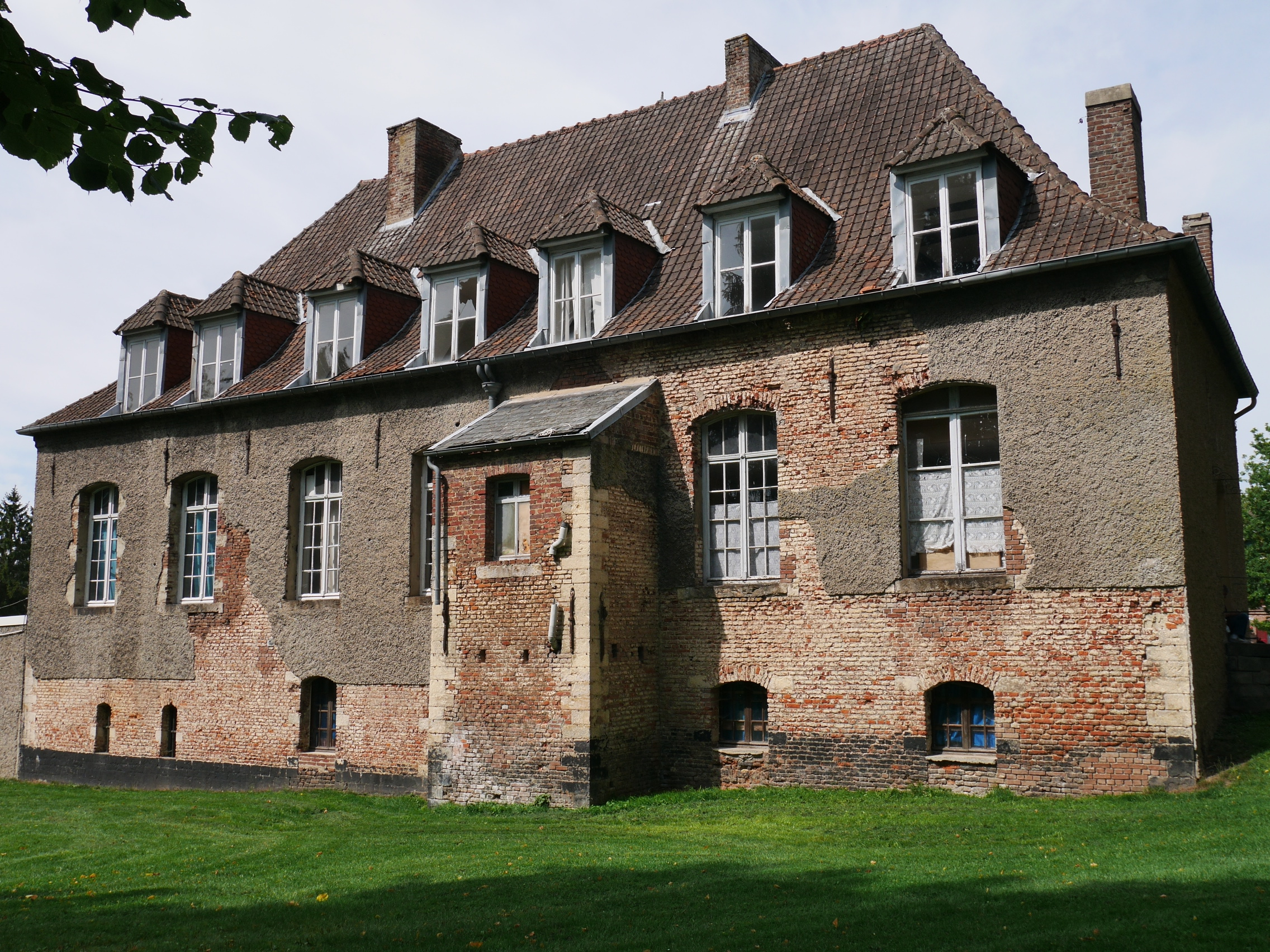
Ehemaliges Grafenschloss
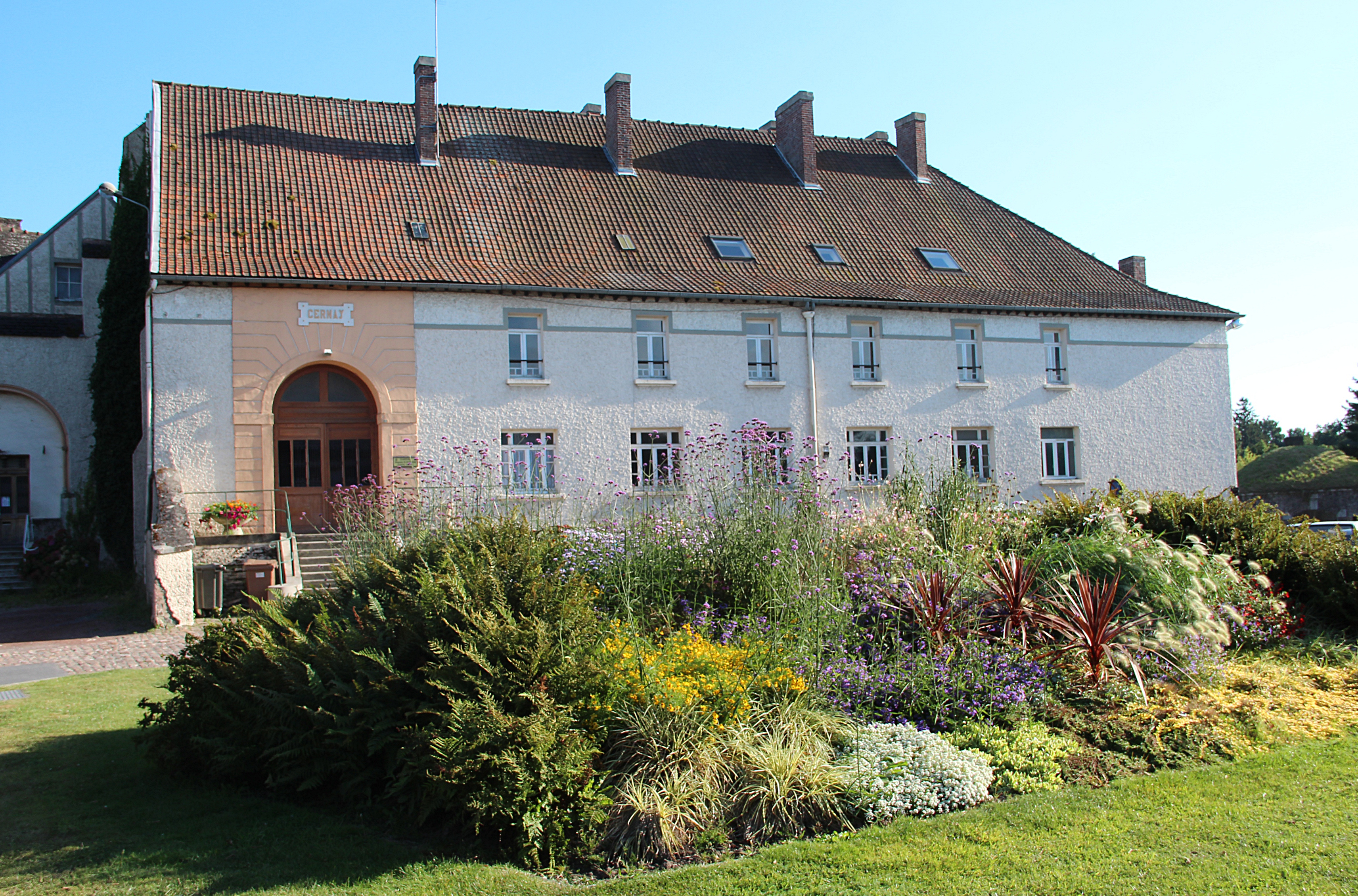
Ehemalige Residenz von Margarete von Burgund
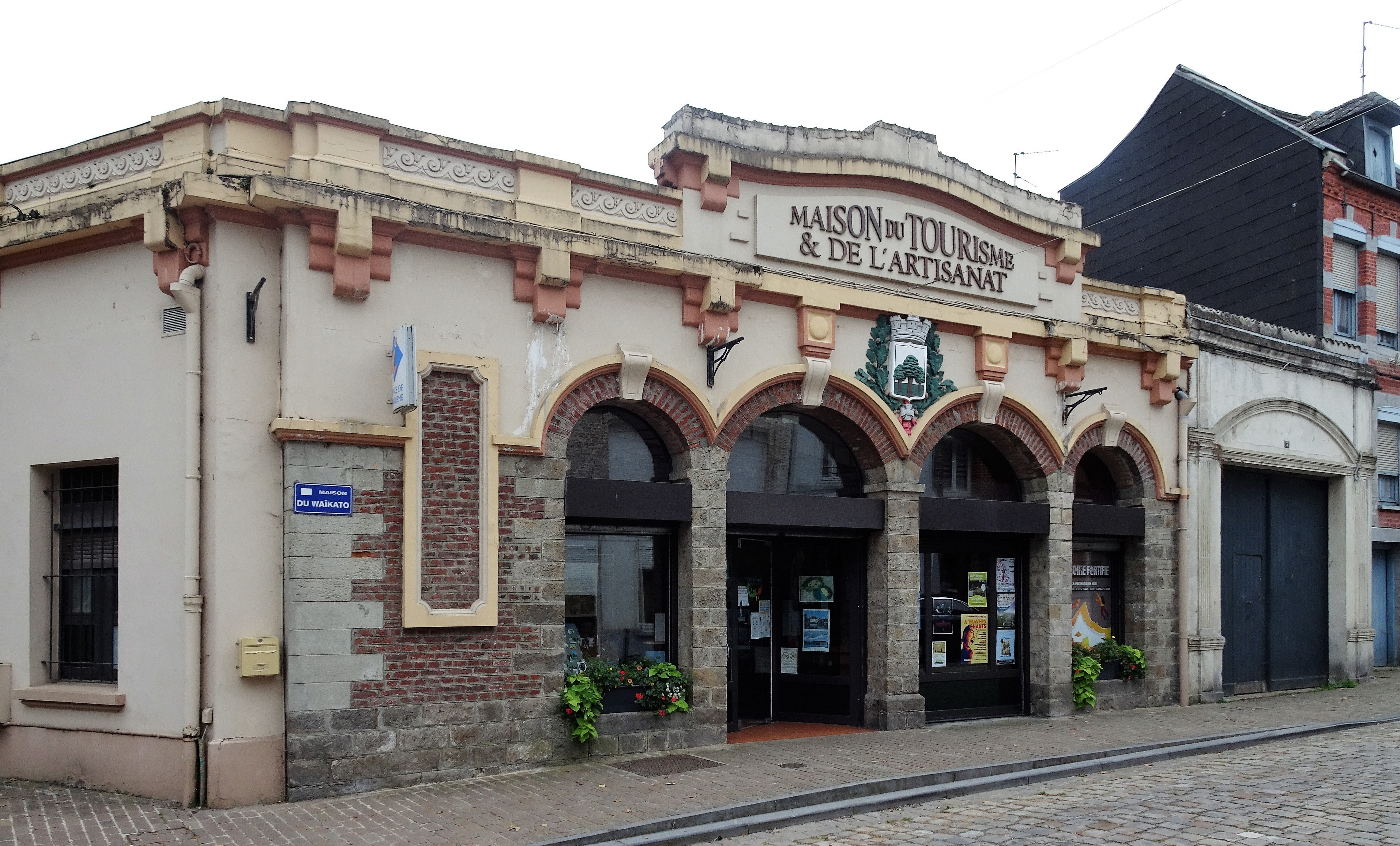
Tourismusbüro
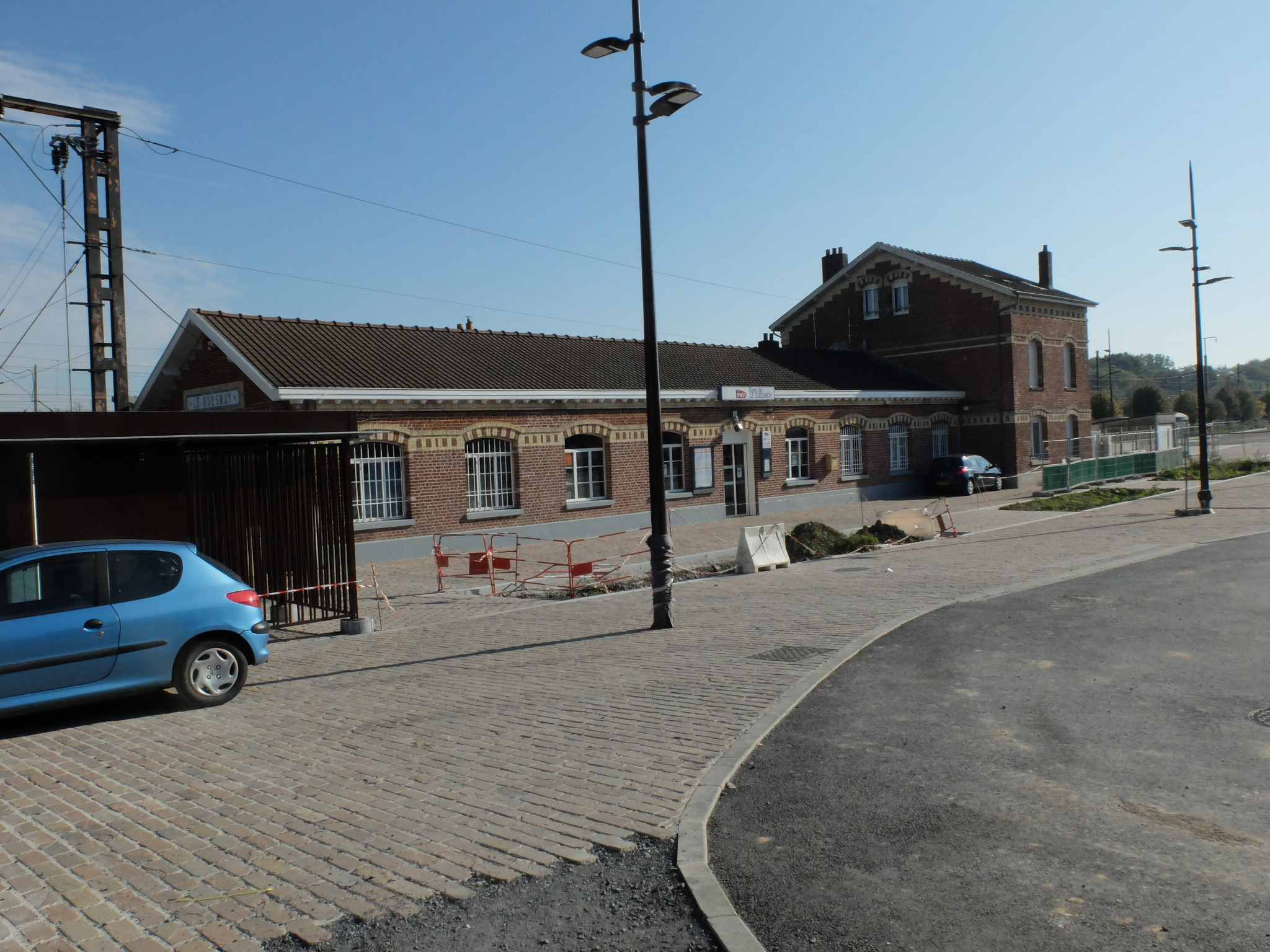
Bahnhof
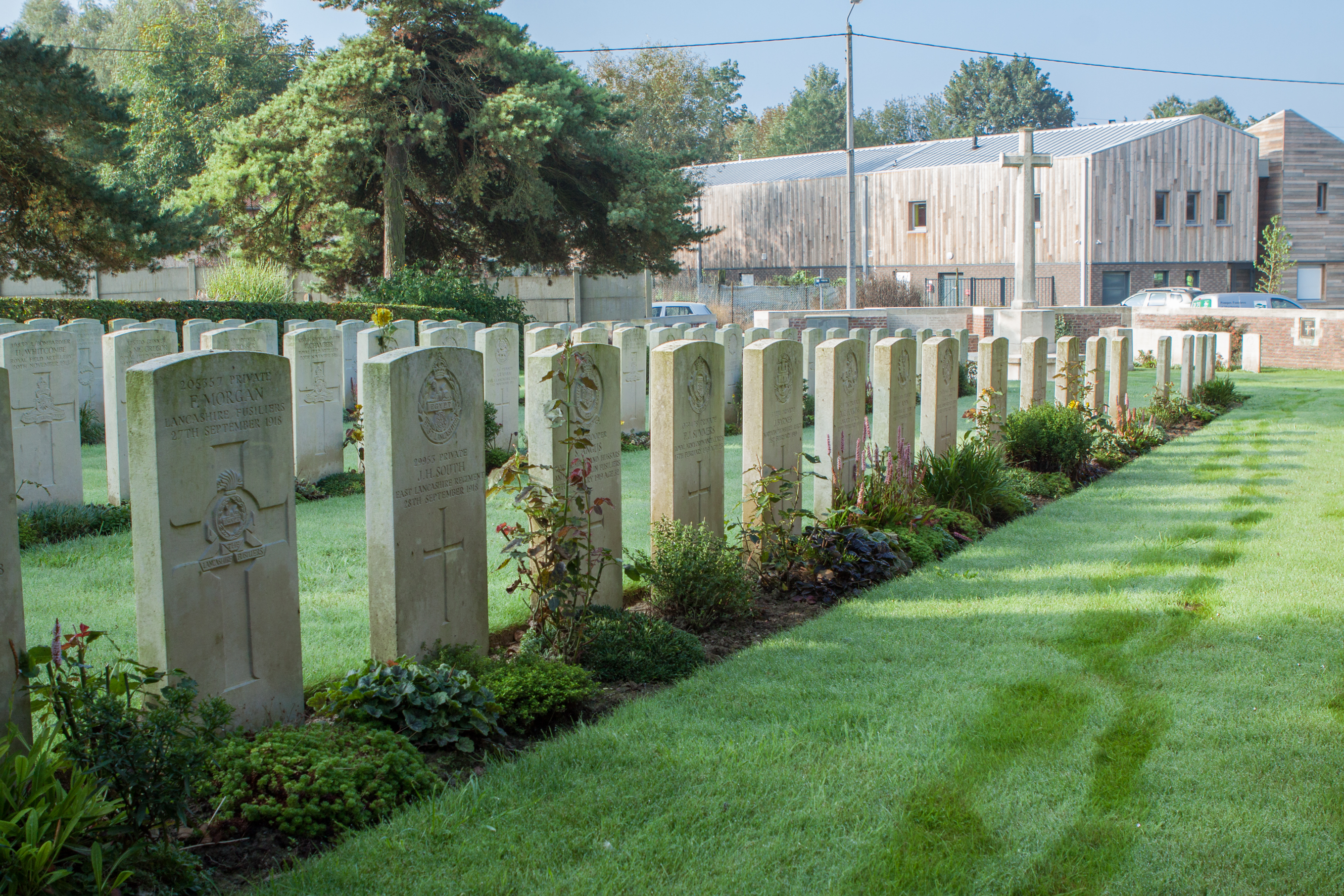
Commonwealth-Soldatenfriedhof

## Wirtschaft
In Le Quesnoy befindet sich eine Produktionsstätte des Erfrischungsgetränkeherstellers GerberEmig.

## Partnerstädte
- Cambridge, Neuseeland
- Dej, Rumänien
- Morlanwelz, Belgien
- Ratingen, Deutschland (Stadtteil Hösel seit 1963)

## Persönlichkeiten
- Johann III. (Bayern) (1374–1425), Herzog von Straubing-Holland und Fürstelekt von Lüttich
- Mathieu d’Escouchy (1420–1482), picardischer Geschichtsschreiber während der letzten Phase des Hundertjährigen Kriegs
- Romain Louis Moniez (1852–1936), Arzt und Zoologe